# Station Obrzycko
Station Obrzycko is een spoorwegstation in de Poolse plaats Obrzycko, er was reizigersvervoer tot 1991. De spoorlijn is in 2005 opgebroken.